# Herrarnas C-2 500 meter i kanotsport vid olympiska sommarspelen 1988
Herrarnas C-2 500 meter vid olympiska sommarspelen 1992 hölls i Seoul. 

## Medaljörer
| Gren          | Guld                                            | Silver                           | Brons                                 |
| C-2 500 meter | Sovjetunionen Viktar Renejski Nicolae Juravschi | Polen Marek Dopierała Marek Łbik | Frankrike Philippe Renaud Joël Bettin |

## Resultat

### Heat
| Heat 1 |                                               |         |    |
| 1.     | Dejan Bonev och Petar Bozjilov (BUL)          | 1:44.53 | QS |
| 2.     | Hartmut Faust och Wolfram Faust (FRG)         | 1:46.52 | QS |
| 3.     | Enrique Míguez och Narcisco Suárez (ESP)      | 1:48.75 | QS |
| 4.     | Guo Daen och Ke Hua (CHN)                     | 1:56.02 | QR |
| 5.     | Choi Chang-Hwan och Park Gyeong-Cheol (KOR)   | 2:01.08 | QR |
| Heat 2 |                                               |         |    |
| 1.     | Marek Dopierała och Marek Łbik (POL)          | 1:43.09 | QS |
| 2.     | Philippe Renaud och Joël Bettin (FRA)         | 1:43.83 | QS |
| 3.     | Christian Frederiksen och Arne Nielsson (DEN) | 1:43.92 | QS |
| 4.     | Petr Procházka och Alan Lohniský (TCH)        | 1:46.30 | QR |
| 5.     | Andrew Train och Stephen Train (GBR)          | 1:46.95 | QR |
| 6.     | Tsunehisa Uchino och Kiyoto Inoue (JPN)       | 1:48.90 | QR |
| Heat 3 |                                               |         |    |
| 1.     | Alexander Schuck och Thomas Zereske (GDR)     | 1:42.67 | QS |
| 2.     | Viktar Renejski och Nicolae Juravschi (URS)   | 1:42.80 | QS |
| 3.     | János Sarsui Kis och István Vaskúti (HUN)     | 1:43.16 | QS |
| 4.     | Grigore Obreja och Gheorghe Andriev (ROU)     | 1:44.91 | QR |
| 5.     | David Frost och Eric Smith (CAN)              | 1:46.93 | QR |
| 6.     | Rodney McLain och Bruce Merritt (USA)         | 1:51.48 | QR |

### Återkval
| Återkval 1 |                                             |         |    |
| 1.         | Andrew Train och Stephen Train (GBR)        | 1:52.63 | QS |
| 2.         | David Frost och Eric Smith (CAN)            | 1:53.07 | QS |
| 3.         | Rodney McLain och Bruce Merritt (USA)       | 1:53.36 | QS |
| 4.         | Guo Daen och Ke Hua (CHN)                   | 1:53.69 |    |
| Återkval 2 |                                             |         |    |
| 1.         | Petr Procházka och Alan Lohniský (TCH)      | 1:50.23 | QS |
| 2.         | Grigore Obreja och Gheorghe Andriev (ROU)   | 1:50.44 | QS |
| 3.         | Tsunehisa Uchino och Kiyoto Inoue (JPN)     | 1:55.13 | QS |
| 4.         | Choi Chang-Hwan och Park Gyeong-Cheol (KOR) | 2:05.58 |    |

### Semifinaler
| Semifinal 1 |                                               |         |    |
| 1.          | János Sarsui Kis och István Vaskúti (HUN)     | 1:45.91 | QF |
| 2.          | Philippe Renaud och Joël Bettin (FRA)         | 1:45.99 | QF |
| 3.          | Dejan Bonev och Petar Bozjilov (BUL)          | 1:48.60 | QF |
| 4.          | Andrew Train och Stephen Train (GBR)          | 1:50.31 |    |
| 5.          | Tsunehisa Uchino och Kiyoto Inoue (JPN)       | 1:50.89 |    |
| Semifinal 2 |                                               |         |    |
| 1.          | Viktar Renejski och Nicolae Juravschi (URS)   | 1:45.16 | QF |
| 2.          | Marek Dopierała och Marek Łbik (POL)          | 1:49.06 | QF |
| 3.          | Petr Procházka och Alan Lohniský (TCH)        | 1:50.14 | QF |
| 4.          | Enrique Míguez och Narcisco Suárez (ESP)      | 1:50.63 |    |
| 5.          | Rodney McLain och Bruce Merritt (USA)         | 1:53.32 |    |
| Semifinal 3 |                                               |         |    |
| 1.          | Alexander Schuck och Thomas Zereske (GDR)     | 1:46.07 | QF |
| 2.          | Grigore Obreja och Gheorghe Andriev (ROU)     | 1:46.25 | QF |
| 3.          | Christian Frederiksen och Arne Nielsson (DEN) | 1:47.24 | QF |
| 4.          | Hartmut Faust och Wolfram Faust (FRG)         | 1:47.70 |    |
| 5.          | David Frost och Eric Smith (CAN)              | 1:49.92 |    |

### Final
| Gold   | Viktar Renejski och Nicolae Juravschi (URS)   | 1:41.77 |
| Silver | Marek Dopierała och Marek Łbik (POL)          | 1:43.61 |
| Bronze | Philippe Renaud och Joël Bettin (FRA)         | 1:43.81 |
| 4.     | Dejan Bonev och Petar Bozjilov (BUL)          | 1:44.32 |
| 5.     | Alexander Schuck och Thomas Zereske (GDR)     | 1:44.36 |
| 6.     | János Sarsui Kis och István Vaskúti (HUN)     | 1:44.85 |
| 7.     | Grigore Obreja och Gheorghe Andriev (ROU)     | 1:45.84 |
| 8.     | Christian Frederiksen och Arne Nielsson (DEN) | 1:45.90 |
| 9.     | Petr Procházka och Alan Lohniský (TCH)        | 1:51.00 |